# Schenkel (vlees)

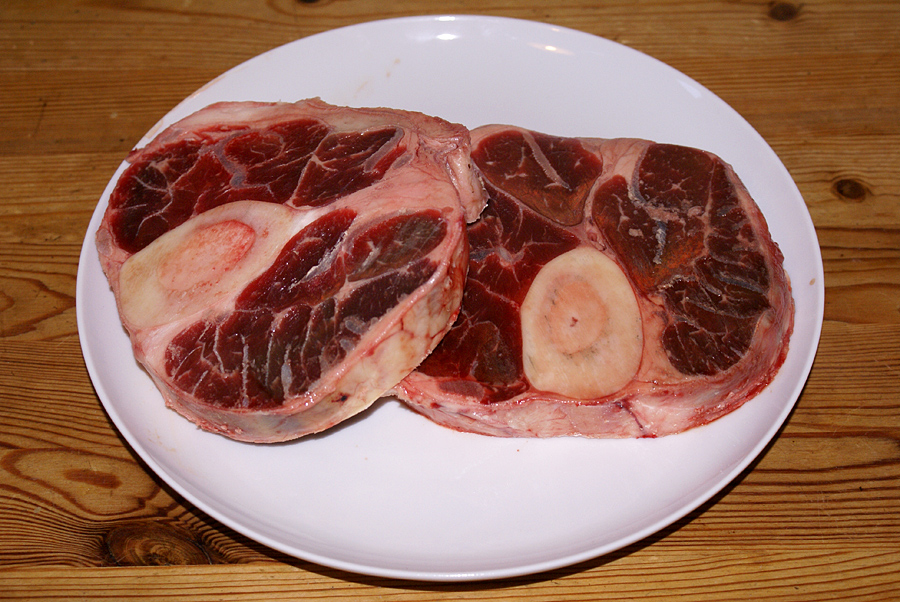
Kalfsschenkel

Schenkel is de benaming voor een vleesproduct afkomstig van de poot van runderen en andere viervoetige dieren. Schenkels worden horizontaal uitgesneden en bestaan uit een vleesdeel en een mergdeel.
Schenkels worden gebruikt in stoofschotels en bouillon. Er wordt onderscheid gemaakt tussen runderschenkels (rood van kleur) en kalfsschenkels (roze van kleur). Een bekend gerecht dat gemaakt wordt van kalfsschenkels is het Italiaanse ossobuco.